# Charles Augustus Milverton
Charles Augustus Milverton (org. ang.: The Adventure of Charles Augustus Milverton) – opowiadanie Arthura Conana Doyle’a z serii przygód Sherlocka Holmesa. Opublikowane w 1904 w czasopismach Collier’s Weekly (marzec) i „The Strand Magazine” (kwiecień), następnie w tomie Powrót Sherlocka Holmesa w 1905, ilustracje: Frederic Dorr Steele i Sidney Paget. 
Na język polski tłumaczone także pod tytułami Sherlock Holmes jako włamywacz, Karol August Milverton i  W obronie czci kobiecej.

## Fabuła
Holmes powiadamia Watsona, że lady Ewa Blackwell, narzeczona lorda Dovercourt, jest prześladowana przez Milvertona, zwanego królem szantażystów. Osobnik ten żąda od niej dużej sumy pieniędzy w zamian listy miłosne lady do jej kochanka grożąc, że w przeciwnym razie ujawni je, co doprowadzi do zerwania zaręczyn. Detektyw poproszony został o wynegocjowanie obniżenia ceny okupu do wysokości którą lady Ewa byłaby w stanie spłacić, Milverton jest jednak nieugięty. Wyjaśnia, że planuje kilka podobnych spraw i zamierza w ten sposób zastraszyć inne ofiary, które przestaną go lekceważyć. Oburzony tupetem szantażysty Holmes chce go zrewidować, tamten pokazuje jednak, że ma broń i dodaje naiwnością byłoby sądzić, że noszę takie papiery przy sobie.
Na pytanie doktora czy taki proceder jest bezkarny, detektyw wyjaśnia, że należałoby pozwać szantażystę do sądu i udowodnić mu wymuszenie, co oznaczałoby upublicznienie sprawy, czego ofiary starają się uniknąć.
Holmes w przebraniu hydraulika przenika do willi Milvertona i z pomocą jego pokojówki Agaty (której obiecuje małżeństwo) ustala położenie kasy pancernej, w której szantażysta gromadzi kompromitujące materiały. Detektyw zamierza je wykraść. Watson nalega, by wyruszyli razem.
Nocna wyprawa kończy się w sposób trudny do przewidzenia. Milverton ginie zastrzelony przez jedną ze swych ofiar, przystojną damę, której tożsamość Holmes rozpoznaje i w zaufaniu ujawnia Watsonowi, doktor zaś zachowuje w tajemnicy przed czytelnikami. Przyjaciele palą zawartość sejfu i zacierają ślady kierując śledztwo na fałszywe tropy (podobny motyw występuje w opowiadaniach: Tragedia w Boscombe Valley, Sprawa diabelskiej stopy i Abbey Grange). Nazajutrz Holmes oświadcza inspektorowi Lestrade, że szantażystę spotkała zasłużona kara, zaś opis sprawcy zabójstwa, którego o mało nie schwytano podczas ucieczki przez mur, pasuje do zbyt wielu londyńczyków, mógłby to być choćby doktor Watson.
Ekranizacje:
- 1965 w serialu produkcji BBC (w roli Holmesa Douglas Wilmer)[1]
- 1980 w serialu produkcji Lenfilm pt. Король шантажа (w roli Holmesa Wasilij Liwanow)[2]
- 1992 w serialu produkcji Granada TV pt. The Master Blackmailer (w roli Holmesa Jeremy Brett)[3]

Nawiązania:
- Opowiadanie Dama z woalką (The Veiled Lady) w tomie Wczesne sprawy Poirota oparte jest na podobnym schemacie, chociaż z innym zakończeniem.